# Sumak
De sumak (Rhus coriaria) is een struik uit de pruikenboomfamilie (Anacardiaceae).
De soort wordt ongeveer 3 meter hoog en heeft geveerde bladeren. De plant is bijna groenblijvend; in elk geval blijven enkele bladeren gedurende de wintermaanden aan de struik zitten. De sumak groeit in het wild op droge, rotsige grond in het Middellandse Zeegebied. De bladeren zijn dik en behaard, donkergroen en getand. 
De bloemen zijn groenachtig en vormen rechtopstaande, lange pluimen. De sumak heeft purperbruine, behaarde vruchten, die gemalen als specerij gebruikt worden in onder andere de Iraanse, Irakese, Aramese, Turkse en Koerdische keuken. Sumak heeft een citrusachtige smaak en wordt ook wel eens 'droge azijn' genoemd.
|  |
|  |